# Il terrore con gli occhi storti
Il terrore con gli occhi storti è un film del 1972 diretto da Steno.

## Trama
Per procurarsi fama e scritture tre aspiranti "artisti" - Mino, Giacinto e Mirella - inscenano un finto omicidio, "vittima" la stessa ragazza il cui "cadavere" verrà ritrovato a opera dei suoi compagni soltanto al momento  più opportuno. 
Il caso vuole che nell'abitazione di Mirella dove viene commesso il suo "assassinio" qualcuno uccida davvero una giovane donna, Margareth. Quando l'omicidio viene scoperto, Mino e Giacinto che s'erano premurati di lasciare abbondanti tracce del loro pseudo-delitto comprendono che l'unico modo per evitare il carcere è quello di trovare l'assassino di Margareth. Vanamente ricercati da un commissario babbeo e dal suo altrettanto sciocco braccio destro, i due accertano, interrogando un uomo, che la ragazza è stata uccisa perché d'intralcio a un'organizzazione criminale. Morto costui ad opera di un ignoto sicario prima che potesse rivelare di quale organizzazione si trattasse, Mino e Giacinto finiscono da soli nelle mani di detta consorteria (la cui attività, il traffico degli stupefacenti, si svolge all'ombra della RAI) i cui capi decidono di approfittare di entrambi per i loro loschi fini. 
Per quanto il cammino dei due ingenui investigatori sia seminato di morti (qualsiasi testimone dell'uccisione di Margareth viene eliminato sotto i loro occhi) Mino e Giacinto riescono a smascherare il capo dell'organizzazione, mandante dell'uccisione di Margareth, il quale però s'avvelena prima che lo costringano a confessare. Ai due non resta, perciò, che rassegnarsi e finire in carcere.